# ダモダル・パンデ

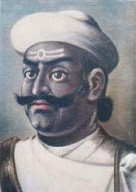
ダモダル・パンデ

ダモダル・パンデ（ネパール語: दामोदर पाण्डे、英語: Damodar Pande、1752年 - 1804年3月13日）は、ネパール王国の政治家。1799年から1804年まで同国首相を務めている。息子にやはり首相を務めたラナ・ジャンガ・パンデがいる。

## 生涯
1799年、ダモダルは執政に任命された。この年、ラナ・バハドゥル・シャハはギルバン・ユッダ・ビクラム・シャハに譲位したが、新王は庶子であったため、ダモダル以下重臣95名は譲位を認める起請文に署名させられた。
ラナ・バハドゥルはギルバン・ユッダに譲位したのち出家し、愛妃カンティワティー・デビーとともにデウパタンに移って院政をするつもりであった。だが、愛妃が病に倒れて死去したため、パタンで統治を宣言した。
そのため、ダモダルやキルティマン・シンハ・バスネットらは王を奉じ、首都をヌワコートに移した。法王は軍をヌワコートに向かたが、軍は王やダモダルらについたため、1800年に法王はビムセン・タパをはじめとする重臣らとともにヴァーラーナシーへ赴いた。
1804年、ラナ・バハドゥルがカトマンズに戻り、ダモダルは再び法王と対決した。だが、今度は軍が法王の側についたため、ダモダルは2人の子供とともに処刑された。